# تلمبه شهید افری
تلمبه شهید افری، روستایی در دهستان پشت ریگ بخش مرکزی شهرستان ریگان در استان کرمان ایران است.

## جمعیت
بر پایه سرشماری عمومی نفوس و مسکن در سال ۱۳۹۵، جمعیت این روستا برابر با ۱۶۹ نفر (۴۱ خانوار) بوده است.